# Rząd Josefa Korčáka, Ladislava Adamca, Františka Pitry i Petra Pitharta
Rząd Josefa Korčáka, Ladislava Adamca, Františka Pitry i Petra Pitharta – rząd Czeskiej Republiki Socjalistycznej (od 6 marca 1990 rząd Republiki Czeskiej) pod kierownictwem Josefa Korčáka (1986–1987), Ladislava Adamca (1987–1988), Františka Pitry (1988–1990) i Petra Pitharta (1990), powołany i zaprzysiężony 18 czerwca 1986, składający się w większości z przedstawicieli Komunistycznej Partii Czechosłowacji i Forum Obywatelskiego. Skład rządu odzwierciedlał zmiany sytuacji politycznej w kraju po aksamitnej rewolucji. Rząd był zobowiązany do czterokrotnych zmian premiera i ministrów. Urzędował do 29 czerwca 1990.
Działalność rządu została przedłużona 5 grudnia 1989, kiedy powołano pierwszy niekomunistyczny rząd, składający się z przedstawicieli Forum Obywatelskiego. 6 lutego 1990 Petr Pithart otrzymał nominację na stanowisko premiera. 

## Skład rządu[1]
| Stanowisko                                                                          | Minister          | Ugrupowanie | Okres urzędowania                      |
| ----------------------------------------------------------------------------------- | ----------------- | ----------- | -------------------------------------- |
| Premier                                                                             | Josef Korčák      | KSČ         | 18 czerwca 1986 – 20 marca 1987        |
| Premier                                                                             | Ladislav Adamec   | KSČ         | 20 marca 1987 – 12 października 1988   |
| Premier                                                                             | František Pitra   | KSČ         | 12 października 1988 – 6 lutego 1990   |
| Premier                                                                             | Petr Pithart      | OF          | 6 lutego 1990 – 29 czerwca 1990        |
| Pierwszy wicepremier                                                                | Antonín Hrazdíra  | KSČ         | 16 lutego 1990 – 29 czerwca 1990       |
| Wicepremier                                                                         | František Šrámek  | KSČ         | od 18 czerwca 1986                     |
| Wicepremier                                                                         | Jaroslav Tlapák   | KSČ         | 18 czerwca 1986 – 5 grudnia 1989       |
| Wicepremier                                                                         | Ladislav Adamec   | KSČ         | 18 czerwca 1986 – 20 marca 1987        |
| Wicepremier                                                                         | Zdeněk Krč        | KSČ         | 18 czerwca 1986 – 21 grudnia 1987      |
| Wicepremier                                                                         | Zdeněk Horčík     | KSČ         | 20 marca 1987 – 21 kwietnia 1988       |
| Wicepremier                                                                         | Rudolf Hegenbart  | KSČ         | 8 maja 1987 – 21 kwietnia 1988         |
| Wicepremier                                                                         | Bohumil Urban     | KSČ         | 21 grudnia 197 – 12 października 1988  |
| Wicepremier                                                                         | Miroslav Toman    | KSČ         | 12 października 1988 – 6 lutego 1990   |
| Wicepremier                                                                         | Petr Mišoň        | ČSNS        | 5 grudnia 1989 – 29 czerwca 1990       |
| Wicepremier                                                                         | Antonín Baudyš    | KDU-ČSL     | 5 grudnia 1989 – 29 czerwca 1990       |
| Wicepremier                                                                         | František Vlasák  | KSČ         | 6 lutego 1990 – 29 czerwca 1990        |
| Minister finansów (od 21 kwietnia 1988 minister finansów, cen i płac)               | Jiří Nikodým      | KSČ         | od 18 czerwca 1986                     |
| Minister spraw wewnętrznych (później minister spraw wewnętrznych i środowiska)      | Josef Jung        | KSČ         | 18 czerwca 1986 – 21 kwietnia 1988     |
| Minister spraw wewnętrznych (później minister spraw wewnętrznych i środowiska)      | Václav Jireček    | KSČ         | 21 kwietnia 1988 – 5 grudnia 1989      |
| Minister spraw wewnętrznych (później minister spraw wewnętrznych i środowiska)      | Antonín Hrazdíra  | KSČ         | 5 grudnia 1989 – 29 czerwca 1990       |
| Minister przemysłu                                                                  | Petr Hojer        | KSČ         | od 18 czerwca 1986                     |
| Minister handlu i turystyki                                                         | Josef Ráb         | KSČ         | 18 czerwca 1986 – 28 marca 1989        |
| Minister handlu i turystyki                                                         | Karel Erbes       | KSČ         | 28 marca 1989 – 5 grudnia 1989         |
| Minister handlu i turystyki                                                         | Vlasta Štěpová    | OF          | 5 grudnia 1989 – 29 czerwca 1990       |
| Minister sprawiedliwości                                                            | Antonín Kašpar    | KSČ         | 18 czerwca 1986 – 5 grudnia 1989       |
| Minister sprawiedliwości                                                            | Dagmar Burešová   | OF          | 5 grudnia 1989 – 29 czerwca 1990       |
| Minister pracy i spraw socjalnych                                                   | Nasťa Baumruková  | KSČ         | 18 czerwca 1986 – 21 kwietnia 1988     |
| Minister rolnictwa i żywności                                                       | Ondřej Vaněk      | KSČ         | 18 czerwca 1986 – 5 grudnia 1989       |
| Minister rolnictwa i żywności                                                       | Jan Vodehnal      | KSČ         | 5 grudnia 1989 – 29 czerwca 1990       |
| Minister zdrowia (od 21 kwietnia 1988 minister zdrowia i spraw socjalnych)          | Jaroslav Prokopec | KSČ         | 18 czerwca 1986 – 5 grudnia 1989       |
| Minister zdrowia (od 21 kwietnia 1988 minister zdrowia i spraw socjalnych)          | Pavel Klener      | OF          | 5 grudnia 1989 – 29 czerwca 1990       |
| Minister szkolnictwa (od 21 kwietnia 1988 minister szkolnictwa, młodzieży i sportu) | Milan Vondruška   | KSČ         | 18 czerwca 1986 – 8 maja 1987          |
| Minister szkolnictwa (od 21 kwietnia 1988 minister szkolnictwa, młodzieży i sportu) | Karel Juliš       | KSČ         | 8 maja 1987 – 11 października 1988     |
| Minister szkolnictwa (od 21 kwietnia 1988 minister szkolnictwa, młodzieży i sportu) | Jana Synková      | KSČ         | 11 października 1988 – 5 grudnia 1989  |
| Minister szkolnictwa (od 21 kwietnia 1988 minister szkolnictwa, młodzieży i sportu) | Milan Adam        | bezpartyjny | 5 grudnia 1989 – 29 czerwca 1990       |
| Minister leśnictwa i gospodarki wodnej                                              | František Kalina  | KSČ         | 18 czerwca 1986 – 12 października 1988 |
| Minister leśnictwa i gospodarki wodnej                                              | Jaroslav Boček    | KSČ         | 12 października 1988 – 29 czerwca 1990 |
| Minister kultury                                                                    | Milan Klusák      | KSČ         | 18 czerwca 1986 – 21 kwietnia 1988     |
| Minister kultury                                                                    | Milan Kymlička    | KSČ         | 21 kwietnia 1988 – 5 grudnia 1989      |
| Minister kultury                                                                    | Milan Lukeš       | KSČ         | 5 grudnia 1989 – 29 czerwca 1990       |
| Minister mieszkalnictwa i budownictwa                                               | Karel Polák       | KSČ         | 18 czerwca 1986 – 8 maja 1987          |
| Minister mieszkalnictwa i budownictwa                                               | Jaroslav Vávra    | KSČ         | 8 maja 1987 – 5 grudnia 1989           |
| Minister mieszkalnictwa i budownictwa                                               | Ludvík Motyčka    | KDU-ČSL     | 5 grudnia 1989 – 29 czerwca 1990       |
| Minister bez teki                                                                   | Vladimír Šimek    | KSČ         | od 18 czerwca 1986                     |
| Minister bez teki                                                                   | Jan Motl          | KSČ         | 21 kwietnia 1988 – 5 grudnia 1989      |
| Minister bez teki                                                                   | Erich Sýkora      | KDU-ČSL     | 12 października 1988 – 5 grudnia 1989  |
| Minister bez teki                                                                   | Karel Löbl        | KSČ         | 5 grudnia 1989 – 29 czerwca 1990       |
| Minister bez teki                                                                   | Bedřich Moldan    | OF          | 5 grudnia 1989 – 29 czerwca 1990       |
| Przewodniczący Komitetu Ludowej Kontroli                                            | Jan Motl          | KSČ         | 18 czerwca 1986 – 5 grudnia 1989       |
| Przewodniczący Komitetu Ludowej Kontroli                                            | Stanislav Kukrál  | bezpartyjny | 5 grudnia 1989 – 6 lutego 1990         |
| Przewodniczący Komitetu Ludowej Kontroli                                            | Jitka Zetková     | KSČ         | 6 lutego 1990 – 29 czerwca 1990        |
| Przewodniczący Komisji Planowania Czech                                             | Zdeněk Krč        | KSČ         | 18 czerwca 1986 – 21 grudnia 1987      |
| Przewodniczący Komisji Planowania Czech                                             | Bohumil Urban     | KSČ         | 21 grudnia 1987 – 21 kwietnia 1988     |
| Przewodniczący Komisji Nauki, Rozwoju Technicznego i Inwestycji                     | František Šrámek  | KSČ         | 18 czerwca 1986 – 8 maja 1987          |
| Przewodniczący Komisji Nauki, Rozwoju Technicznego i Inwestycji                     | Rudolf Hegenbart  | KSČ         | 8 maja 1987 – 21 kwietnia 1988         |